# Buonabitacolo
Buonabitacolo – miejscowość i gmina we Włoszech, w regionie Kampania, w prowincji Salerno.
Według danych na rok 2004 gminę zamieszkiwało 2576 osób, 171,7 os./km².